# Sansac-de-Marmiesse
Sansac-de-Marmiesse ist eine französische Gemeinde im Département Cantal und in der Region Auvergne-Rhône-Alpes und mit 1.388 Einwohnern (Stand: 1. Januar 2022). Die Gemeinde gehört zum Arrondissement Aurillac und zum Kantons Maurs (bis 2015: Kanton Aurillac-2). Die Einwohner werden Sansacois genannt.

## Lage
Sansac-de-Marmiesse liegt im Zentralmassiv, in der Châtaigneraie, etwa neun Kilometer südwestlich von Aurillac, am Cère. Umgeben wird Sansac-de-Marmiesse von den Nachbargemeinden Ytrac im Norden und Osten, Roannes-Saint-Mary im Südosten sowie Saint-Mamet-la-Salvetat im Süden und Westen.

## Bevölkerungsentwicklung
| Jahr                       | 1800 | 1851 | 1901 | 1954 | 1962 | 1968 | 1975 | 1982 | 1990 | 1999 | 2006 | 2013 |
| Einwohner                  | 394  | 601  | 502  | 361  | 354  | 349  | 523  | 829  | 1076 | 1101 | 1243 | 1336 |
| Quellen: Cassini und INSEE |      |      |      |      |      |      |      |      |      |      |      |      |

## Sehenswürdigkeiten
- Kirche Saint-Sauveur, gotischer Bau aus dem 15./16. Jahrhundert, seit 1927 Monument historique
- Burg Veyrières, seit 1987 Monument historique
- Wald von Branviel

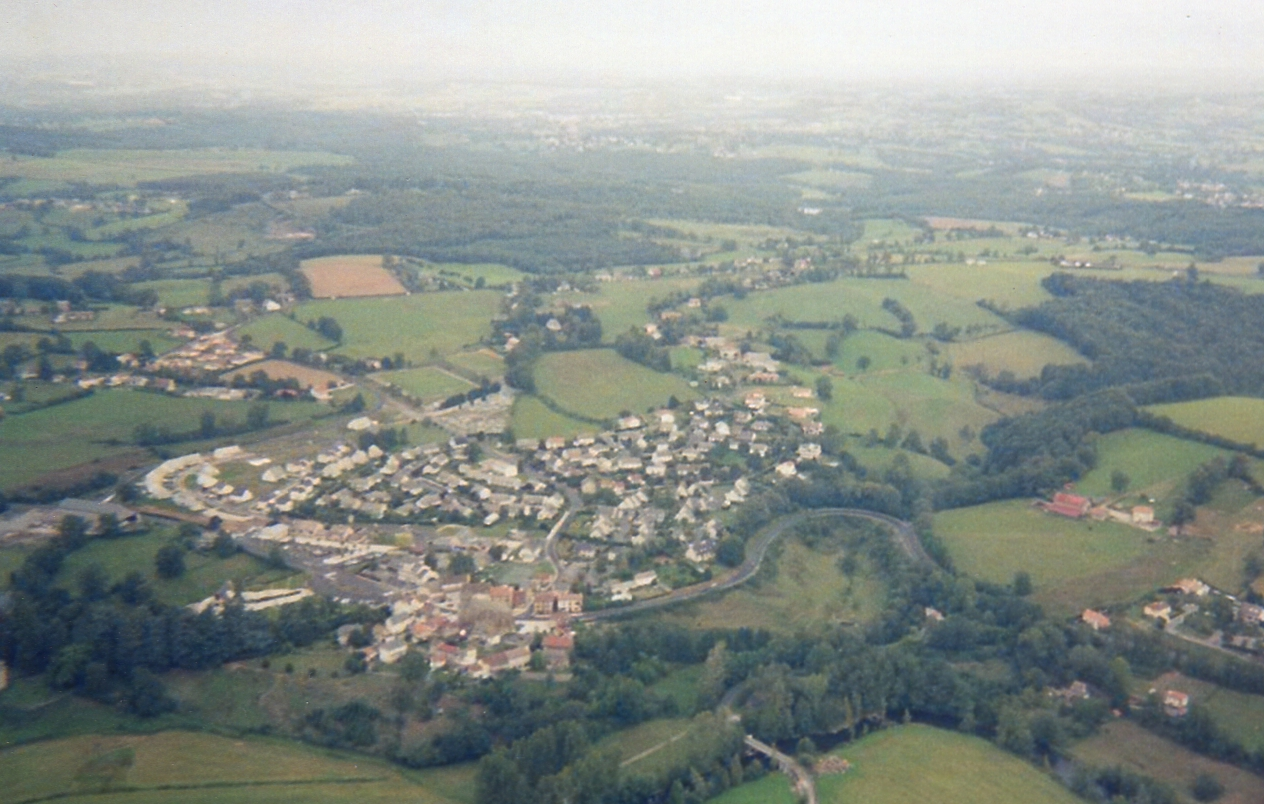
Blick auf Sansac-de-Marmiesse
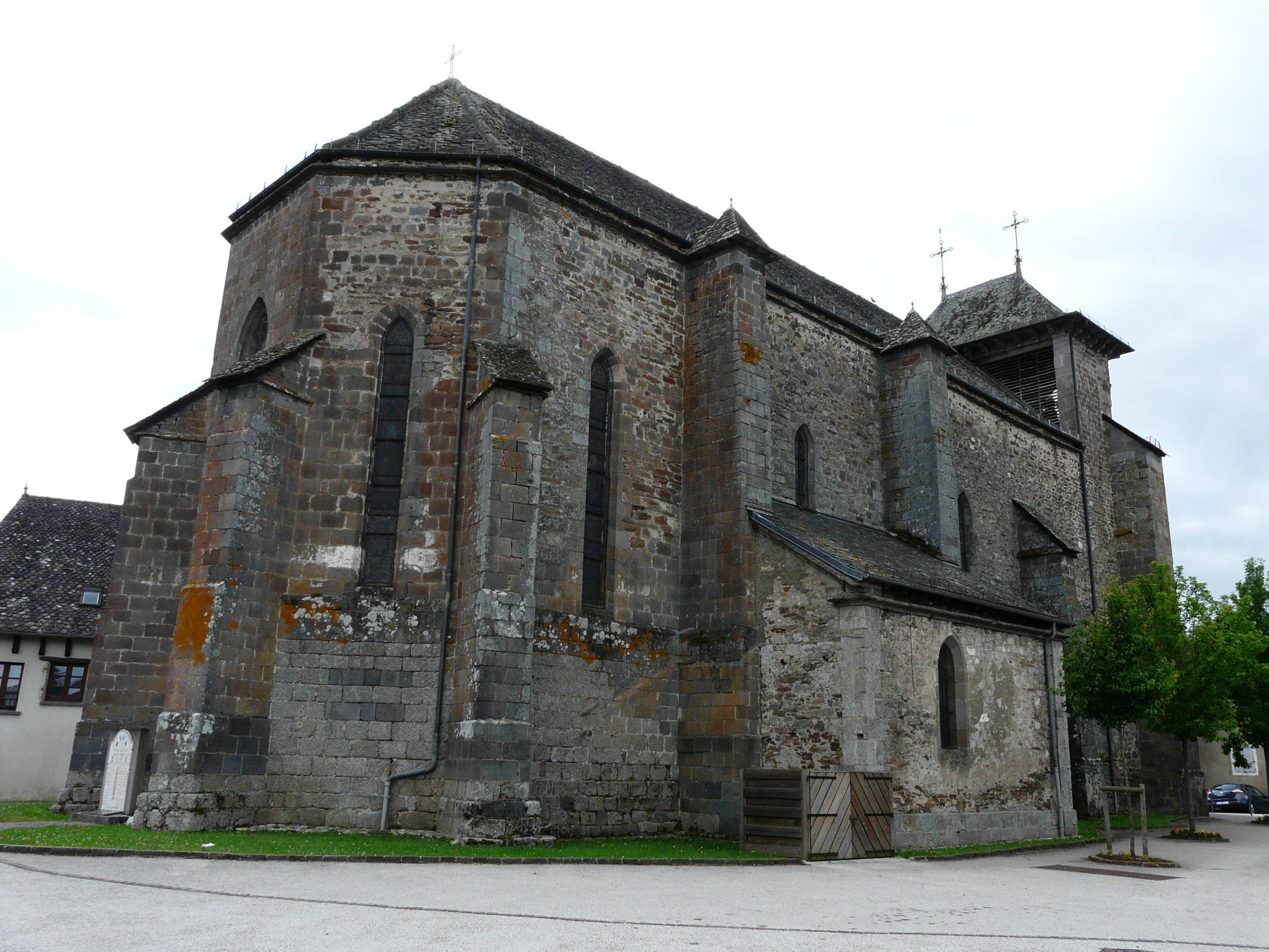
Kirche Saint-Sauveur
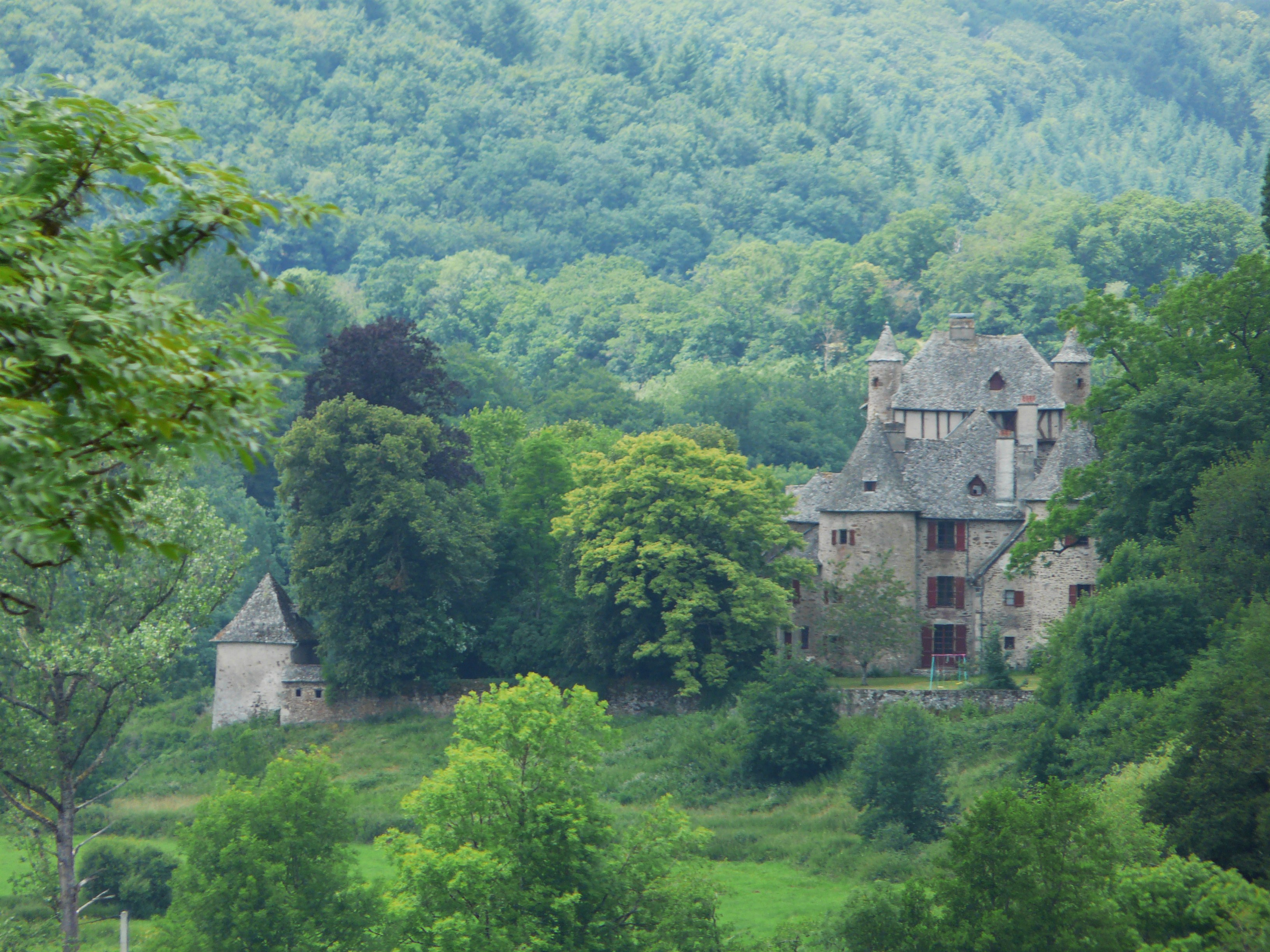
Burg Veyrières